# René Descamps-Scrive
René Descamps-Scrive (Lille 29 décembre 1853 - id. 20 octobre 1924) est un collectionneur et bibliophile français.

## Un industriel lillois
Issu d'une vieille famille lilloise d'industriels voués à la filterie du lin depuis le XVIIIe siècle, René Descamps épouse, le 29 janvier 1877, Claire Scrive (1857-1926), dont il joint le nom au sien, selon  l'usage en vigueur dans la bourgeoisie du Nord. C'est à partir des années 1880 qu'il commence à collectionner les livres précieux. Il devient le client du libraire-éditeur Léon Conquet (1848-1897), puis, à la mort de ce dernier, celui de son successeur Léopold Carteret, qu'il invite souvent chez lui à Lille, boulevard Vauban.

## Bibliophilie

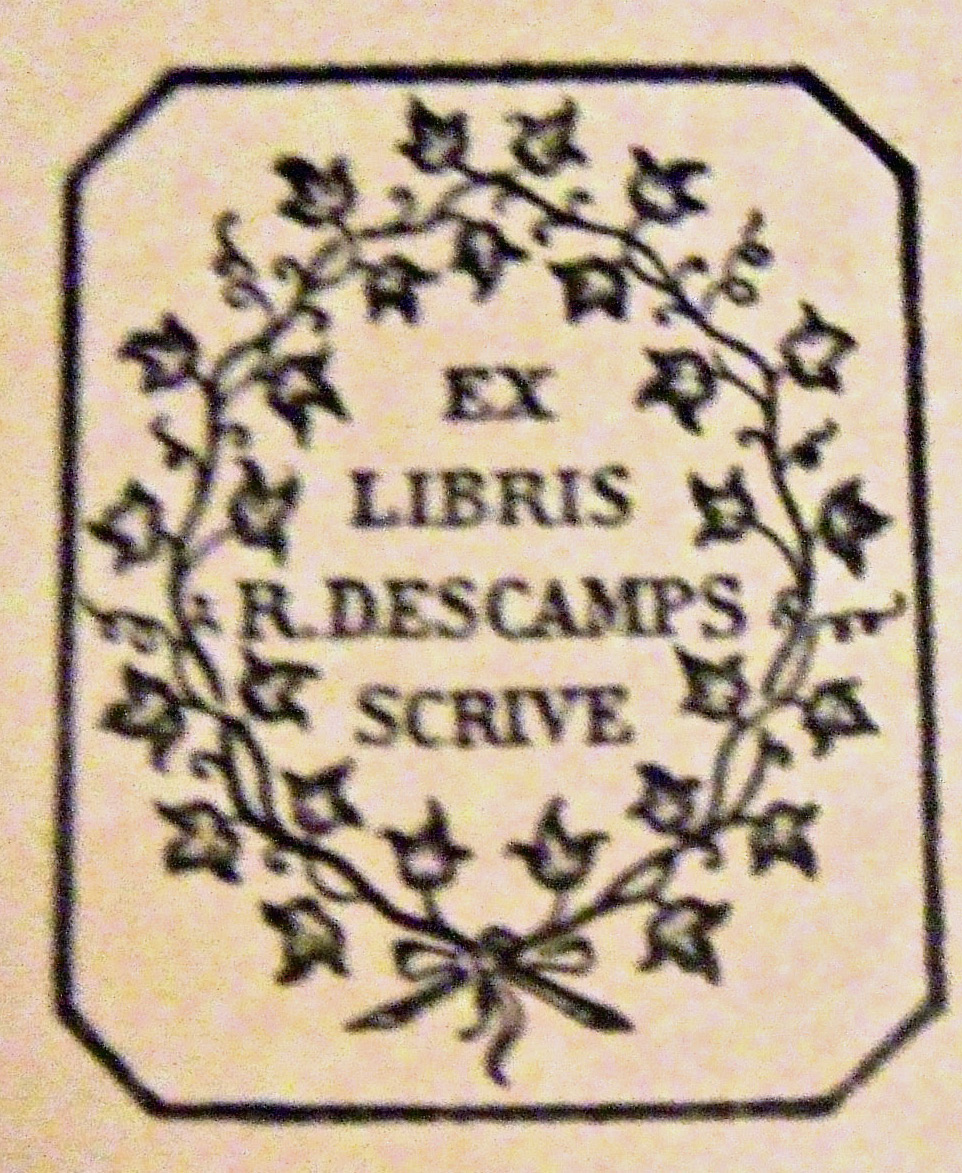
L'ex-libris très sobre qui ornait les livres de la bibliothèque Descamps-Scrive.

Carteret a laissé, dans les volumes de son Trésor du bibliophile, de nombreuses anecdotes à son sujet. Bibliophile exigeant, Descamps-Scrive n'acquiert que des volumes en parfait état ; en outre, chacun d'entre eux, en plus de sa rareté et de ses qualités propres, caractérise toujours un style, une époque, un genre, un auteur. Aussi la collection Descamps-Scrive, dont bon nombre de pièces provenaient de célèbres bibliothèques (J.J. de Bure, A.-A. Renouard, Léopold Double, baron de La Roche-Lacarelle, comte de Lignerolles, Eugène Paillet) illustrait-elle les diverses tendances de l'édition, de l'illustration et de la reliure. Elle compta, dans l'entre-deux-guerres, parmi les plus prestigieuses de France, avec celles d'Henri Beraldi et de Louis Barthou.
Descamps-Scrive collectionna également des porcelaines, des faïences, des objets d'art. En peinture, il avait une prédilection pour Daubigny.

## Édition desTrophéesde Heredia
René Descamps-Scrive connaissait José-Maria de Heredia. Il lui proposa de donner des Trophées une édition d'art. Le poète accepta ; il rédigea une préface et travailla à la correction de cette nouvelle version de son opus magnum, augmentée de deux sonnets inédits (Les Rostres et Un Nom). Il ne put toutefois la tenir en main, car elle parut un an après sa mort, en 1907. Tirée à cent soixante-quinze exemplaires par l'imprimeur Alfred Porcabeuf, elle s'enrichit d'illustrations originales de Luc-Olivier Merson gravées à l'eau-forte par Léopold Flameng.

## Philanthropie
Dans la tradition paternaliste des industriels du Nord, il s'occupa d'œuvres sociales et fut administrateur des Hospices et du Bureau de bienfaisance de Lille. Mme Descamps-Scrive fut, pour sa part, présidente du Comité des écoles libres de la paroisse du Sacré-Cœur, et contribua à la construction et à l'embellissement de l'église du Sacré-Cœur de Lille.

## La vente de 1925
Après la mort de René Descamps-Scrive, la bibliothèque fut dispersée lors de vacations qui eurent lieu à Paris, en mars, mai et novembre 1925. On édita pour l'occasion un catalogue en trois parties. La première réunissait des ouvrages des XVe, XVIe et XVIIe siècles, ainsi que des livres à figures du XVIIIe siècle, tous richement reliés. On trouvait, dans la deuxième partie, les livres de la période romantique. Elle comprenait, entre autres, un exemplaire sur papier de Hollande des Fleurs du mal, qui avait appartenu à Auguste Poulet-Malassis, l'éditeur de Baudelaire, et de remarquables reliures mosaïquées, ou d'autres dues à des artisans  tels que René Simier, Joseph Thouvenin, Duplanil. Dans la dernière partie, avaient été placés des éditions originales d'écrivains contemporains, des livres illustrés modernes ainsi que des publications faites par des sociétés de bibliophiles.